# Бисеров, Кузьма Фёдорович

К. Ф. Бисеров на стеле Героев в Кезе

Кузьма Фёдорович Бисеров (1923—1943) — участник Великой Отечественной войны, в годы войны — наводчик противотанкового орудия 207-го гвардейского стрелкового полка 70-я гвардейская стрелковая дивизия 13-й армии Центрального фронта, Герой Советского Союза (посмертно). Член ВЛКСМ с 1943 года.

## Биография
Родился 26 марта 1923 года в деревне Кваляшур (по другим данным — 1 июля 1923 года в деревне Шляшор) ныне Кезского района Удмуртской республики в семье крестьянина. Русский. Детские годы прошли в родной деревне. В селе Кулига окончил семилетку. Учился в школе ФЗО города Воткинска. Работал стрелочником на станции Кез Молотовской (ныне Пермской) железной дороги.
В 1942 году добровольно ушёл в армию, был призван Кулигинским райвоенкоматом Удмуртской АССР. Пройдя курс обучения, стал наводчиком 45-миллиметрового противотанкового орудия. В конце мая 1943 года прибыл на Центральный фронт. В дни Курской битвы он принял боевое крещение.
6 июля 1943 года 1-я батарея 207-го гвардейского стрелкового полка занимала огневые позиции на танкоопасном направлении севернее села Ольховатка Поныровского района Курской области. К переднему краю нашей обороны двигались 65 танков противника при поддержке автоматчиков. Бисеров прямой наводкой бил по вражеским машинам. В этот день он подбил 13 танков.
8 июля на его счету было уже 22 уничтоженных танка. Когда кончились снаряды, наводчик орудия, взяв в руки винтовку, вместе с другими артиллеристами оборонял огневую позицию батареи.
25 июля при отражении вражеской контратаки он погиб. Похоронен в селе Нижнесмородино Поныровского района Курской области.
В селе Кулига Кезского района Удмуртской республики его имя носит улица.

## Награды
- Медаль «Золотая Звезда» (Указ Президиума Верховного Совета СССР от 8 сентября 1943 года)
- Орден Ленина